# Kalku
 (décembre 2018).
Dans la mythologie mapuche, Kalku ou Calcu est un sorcier ou une sorcière qui travaille avec la magie noire et les forces négatives.

## Description
Le Kalku a le pouvoir de travailler avec les Wekufes (créatures diaboliques) et a pour serviteurs les Anchimayens et le Chonchon. En général, le rôle du Kalku est héréditaire mais certains machis (chamans bienveillants) qui sont moins puissants deviennent Kalku.